# Вогонь і лють
Вогонь і лють: всередині Білого дому Трампа (англ. Fire and Fury: Inside the Trump White House) — науково-популярна книга Майкла Вулффа. Була опублікована 5 січня 2018 року у видавництві Henry Holt and Company. У книзі детально описаний перший рік президентства Дональда Трампа. Книга стала бестселером на Amazon.com після оголошення про реліз 3 січня. Назва книги є посиланням на цитату Дональда Трампа, зроблену в Твіттері про конфлікт з Північною Кореєю.

## Фон
Дональд Трамп дозволив Волффу доступ до його адміністрації через його сприятливу думку до статті, яку Волфф писав про нього з інтерв'ю в червні 2016 року для Голлівуд репортер. З середини 2016 року, під час президентської кампанії, а потім і протягом першого року президентства Трампа, Волффу було дозволено проводити час в Білому дом. Він провів більше 200 інтерв'ю з Трампом і його соратниками, включаючи старших співробітників, за 18 місяців. Це дозволило Волффу бути присутніми в день звільнення Джеймса Комі. Як повідомляється, Волфф записав аудіозаписи деяких бесід, згаданих у книзі.
Згідно книзі, ніхто в президентській передвиборній команді Дональда Трампа не розраховував виграти президентські вибори 2016 року,  включаючи Дональда Трампа, який нібито не бажав перемоги, як і його дружина. Дональд Трамп-молодший заявив, що його батько «виглядав так, ніби він бачив привида», коли він зрозумів, що виграв, а у Меланія Трамп були сльози. В інтерв'ю з Волффом Стів Беннон, головний виконавчий директор кампанії Трампа в останні місяці, називає зустрічі команди Трампа з росіянами, які пропонували компромат на Гілларі Клінтон, як «зрадицькі» і «непатріотичні». Також, за словами Волффа, Джаред Кушнер і Іванка Трамп обговорювали можливість запуску у майбутньому президентської кампанії Іванки.

## Реліз
Уривок з книги вийшов у New York Magazine 3 січня 2018 року. В той же день інші ЗМІ повідомили про подальший зміст книги. В той же день, книга бестселером номер один на Amazon.com. Другий уривок вийшов 4 січня, і Волфф з'явився на каналі NBC у The Today Show 5 січня.
На щоденному прес-брифінгу 3 січня, Сара Хакабі Сандерс, прес-секретар Білого дому, назвала книгу «наповненою фальшивими та оманливими даними». Білий дім опублікував заяву про те, що Беннон «втратив розум», і Чарльз Хардер, адвокат Трампа, направив лист Беннону, стверджуючи, що він порушив угоду про нерозголошення. 4 січня Хердер намагався припинити випуск книги, надіславши автору і видавцеві листа з загрозою позову про наклеп. Його адвокати також заявили, що книга «не наводить жодних джерел для багатьох його найнебезпечніших заяв про пана Трампа.» Також 4 січня видавець вирішив перенести дату виходу книги на 5 січня, посилаючись на небувалий попит.

## Реакція
В день публікації книги на 5 січня, Трамп заявив в Твіттері:
«I authorized Zero access to White House (actually turned him down many times) for author of phony book! I never spoke to him for book. Full of lies, misrepresentations and sources that don't exist. Look at this guy's past and watch what happens to him and Sloppy Steve!»
У відповідь Волфф заявив в інтерв'ю, що «одна з речей, на які ми маємо розраховувати, полягає в тому, що Дональд Трамп нападе … Мій авторитет ставиться під сумнів людиною, яка має менший авторитет, ніж, можливо, будь-хто, хто коли-небудь ходив по землі в цей момент.» За словами Волффа Трамп сам закликав його написати про «перші сто днів Трампа». Вольф також заявив, що він має «десятки годин» з записами, які підтримують заяви, викладені в книзі.

## Видання
- Fire and Fury: Inside the Trump White House. Henry Holt and Company. 5 січня 2018. ISBN 978-1-250-15806-2.